# Chasan Mamtov
Chasan Inal'bekovič Mamtov (in russo Хасан Инальбекович Мамтов?; Beslenej, 28 aprile 1984) è un ex calciatore russo, di ruolo attaccante.

## Carriera
Ha giocato nella massima serie russa.

## Palmarès

### Club

#### Competizioni nazionali
- Pervenstvo Professional'noj Futbol'noj Ligi: 2

Tjumen': 2013-2014
Tambov: 2018-2019

### Individuale
- Capocannoniere della Pervenstvo Futbol'noj Nacional'noj Ligi: 1

2015-2016 (16 reti)